# Norman Hogg
Norman Hogg, Baron Hogg of Cumbernauld (* 12. März 1938 in Aberdeen; † 8. Oktober 2008 ebenda) war ein britischer Politiker (Labour Party) und Mitglied der Society of Antiquaries of Scotland.

## Karriere
Nachdem er die Ruthrieston Secondary School in Aberdeen besuchte, arbeitete er für den dortigen Stadtrat von 1953 bis 1967, danach als District Officer für die Gewerkschaft der Kommunalangestellten NALGO (National Association of Local Government Officers) von 1967 bis 1979. Bei der Wahl 1979 wurde er als Abgeordneter für den Wahlkreis East Dunbartonshire gewählt. Damit besiegte er Margaret Bain von der Scottish National Party.
Als sein Wahlkreis abgeschafft wurde, wurde er 1983 für Cumbernauld and Kilsyth gewählt. 1997 trat er nicht wieder zur Wahl an.
Während seiner Zeit im House of Commons war er ein Mitglied des Select Committee on Scottish Affairs von 1979 bis 1982, Chairman of the Scottish Parliamentary Labour Group 1981 bis 1982, Scottish Labour Whip von 1982 bis 1983, Deputy Chief Opposition Whip 1983 bis 1987, Scottish Affairs Spokesman 1987 bis 1988 und Mitglied des Public Accounts Committee 1991 bis 1992.
Hogg wurde 1997 zum Life Peer als Baron Hogg of Cumbernauld, of Cumbernauld in the County of North Lanarkshire erhoben. Er war ein Mitglied des House of Lords Delegated Powers and Regulatory Reform Committee von 1999 bis 2002 und war seit 2002 Chairman of the Scottish Peers Association. Ebenfalls seit 2002 war er stellvertretender Sprecher des House of Lords.
1998 und 1999 war er Lord High Commissioner to the General Assembly of the Church of Scotland.
Er starb am 8. Oktober 2008 nach langer Krankheit.